# Dijagudzba
Dijagudzba (en georgiano: დიხაგუძბა; en abjasio: Дихагәыӡба) es una aldea que pertenece a la parcialmente reconocida República de Abjasia, dentro del distrito de Gali, aunque de iure es parte del municipio de Gali de la República Autónoma de Abjasia de Georgia.

## Geografía
Dijagudzba se encuentra a orillas del mar Negro, a 30 km de Gali.